# 切奇利娅·卡梅利尼
切奇利娅·卡梅利尼（義大利語：Cecilia Camellini，1992年3月10日—），意大利女子游泳运动员。她曾代表意大利参加2008年、2012年和2016年夏季残疾人奥林匹克运动会游泳比赛，获得二枚金牌、三枚银牌和二枚铜牌。